# Jan Otčenášek
Jan Otčenášek (Praga, 19 novembre 1924 – Praga, 24 febbraio 1979) è stato uno scrittore, drammaturgo e sceneggiatore ceco.

## Biografia

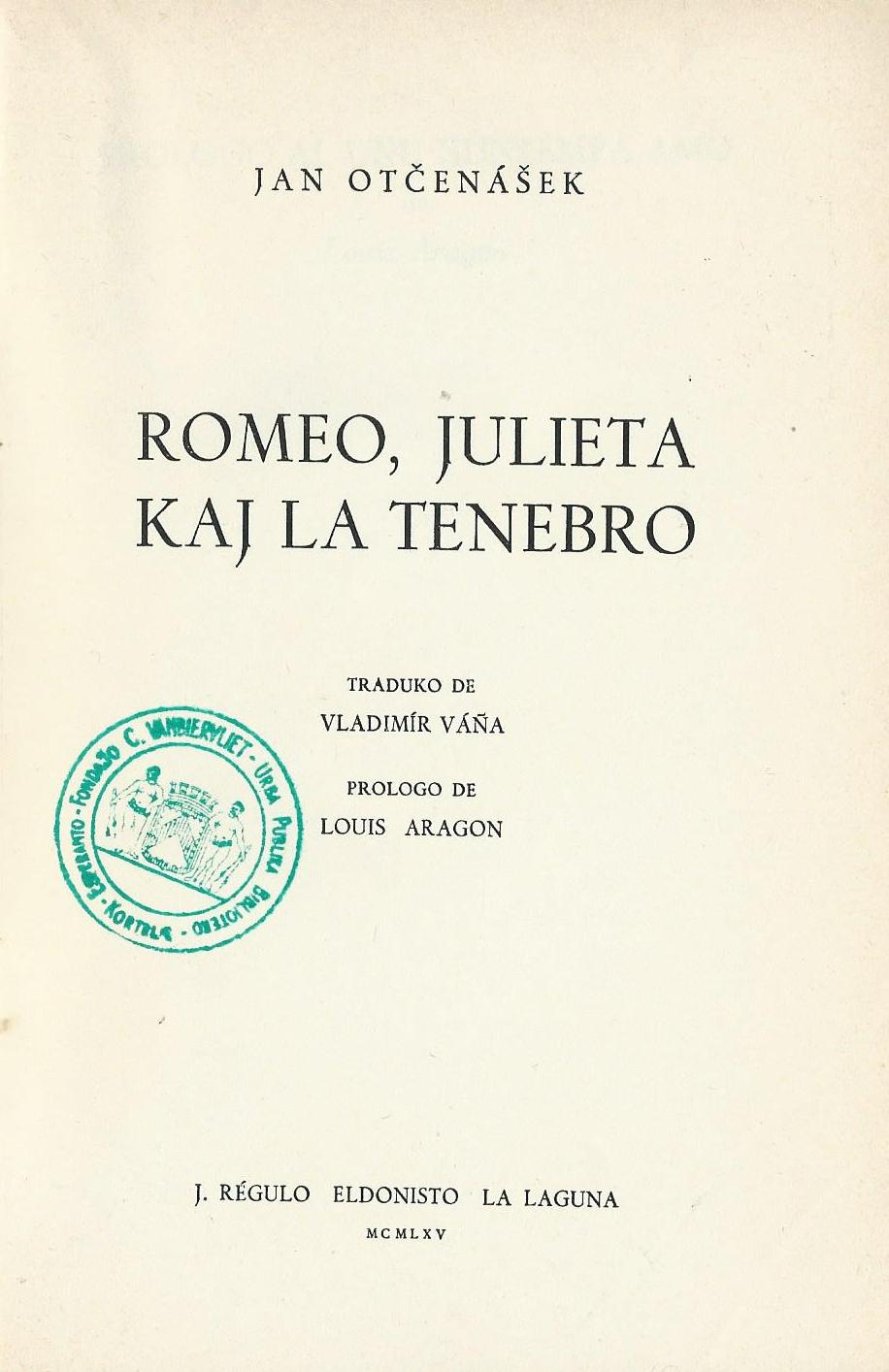
Romeo, Giulietta e le tenebre (1958)

Jan Otčenášek nacque a Praga nella famiglia di un falegname. Si laureò alla Business Academy nel 1943.
Successivamente lavorò per un breve periodo in Germania, dal 1944 al 1945, nello stabilimento di Avia Letňany.
Dopo la seconda guerra mondiale, Jan Otčenášek iniziò a studiare estetica presso la Facoltà di Lettere dell'Università Carolina, ma per ragioni familiari non riuscì a completare i suoi studi.Dal 1947 al 1951 lavorò come ufficiale di esportazione presso l'Associazione per la produzione chimica e metallurgica. Dal 1952 collaborò con la Segreteria dell'Unione degli scrittori cecoslovacchi, in seguito come primo segretario.
Nel 1960 Jan Otčenášek decise di diventare uno scrittore freelance.Nel 1973 iniziò a dedicarsi alla drammaturgia.
Le sue opere furono collegate con le problematiche spirituali e letterarie presenti nella Cecoslovacchia attorno al 1950 e rappresentano una svolta nelle linee evolutive del gusto letterario dell'epoca, contrapponendosi alle tematiche ed allo stile convenzionali.
Già col romanzo A pieno passo (Plným krokem, 1952), incentrato sulla storia di una fabbrica durante il primo anno del piano quinquennale, l'autore si allontanò dagli schematismi convenzionali, dalla cosiddetta «prosa costruttiva» contemporanea.
Un altro passo in avanti per superare il carattere soggettivo della letteratura è rappresentato dal secondo romanzo Il cittadino Brych (Občan Brych, 1955), nel quale, per restando fedele alla formula del romanzo sociale, lo scrittore si oppone alla figura dell'eroe positivo. La trama si basa sulla narrazione delle vicende del protagonista che, pur criticando il regime cecoslovacco precedente alla guerra, non approva ancora quello comunista.
La terza opera di Otčenášek fu il romanzo Romeo, Giulietta e le tenebre (Romeo, Julie a tma, 1958), al di fuori degli schemi convenzionali, il periodo dell'occupazione nazista non viene qui approfondito in modo epico, ma si riflette in una storia d'amore.L'atmosfera pesante e minacciosa di quegli anni, fa solamente da sfondo alla vicenda sentimentale del protagonista, che nasconde e protegge una giovane ebrea, per la quale è pronto ad affrontare qualsiasi pericolo. Dalla purezza spirituale dei protagonisti nasce l'epilogo, che si tinge nel medesimo tempo di coloriti eroici e tragici, con il sacrificio della ragazza.
Orfano ordinario (Kulhavý Orfeus, 1964), un vasto romanzo in cui l'autore ha tratto beneficio dalle sue esperienze, narrando la vita degli studenti dell'ultima generazione e le loro attività anticonformiste.
Dagli anni sessanta, l'autore si è concentrato su argomenti più intimi.
Giovane professionista (Mladík z povolání, 1968), un romanzo erotico riguardante uno scrittore anziano, un incallito conquistatore di donne.
Quando pioveva in paradiso (Když v ráji pršelo, 1972), un romanzo che descrive la storia di una giovane coppia di intellettuali sposati che fugge da Praga per trasferirsi sulla Selva Boema, dove inizialmente proveranno una luna di miele idilliaca, ma successivamente subiranno qualche piccola insoddisfazione.
Weekend Weekend (Víkend uprostřed týdne, 1975), l'unico dramma dell'autore, una commedia su un tema amorevole.

## Opere
- A pieno passo (Plným krokem, 1952);
- Il cittadino Brych (Občan Brych, 1955);
- Romeo, Giulietta e le tenebre (Romeo, Julie a tma, 1958);
- Orfano ordinario (Kulhavý Orfeus, 1964);
- Giovane professionista (Mladík z povolání, 1968);
- Quando pioveva in paradiso (Když v ráji pršelo, 1972);
- Weekend Weekend (Víkend uprostřed týdne, 1975).